# Сан-Джироламо-а-Корвиале (титулярная церковь)
Титулярная церковь Сан-Джироламо-а-Корвиале (лат. Titulus Sancti Hieronymi in “Corviale”) — титулярная церковь была создана Папой Франциском 14 февраля 2015 года. Титул принадлежит церкви Сан-Джироламо-а-Корвиале, расположенной в пригороде Рима Джаниколенсе, на виа Буонвизи. Церковь является приходской, учреждённой 9 марта 1960 года по указу «Quotidianis curis» кардинала-викария Клементе Микара.

## Список кардиналов-священников титулярной церкви Сан-Джироламо-а-Корвиале
- Луис Эктор Вильяльба — (14 февраля 2015 — по настоящее время).